# Gievgesjávrásj
Gievgesjávrásj, enligt tidigare ortografi Keukesjauratj, är en sjö i Jokkmokks kommun i Lappland och ingår i Luleälvens huvudavrinningsområde. Sjön har en area på 0,23 kvadratkilometer och ligger 737,1 meter över havet. Gievgesjávrásj ligger i Padjelanta Natura 2000-område. Sjön avvattnas av Gievgesjågåsj som mynnar i Vásstenjávrre.

## Delavrinningsområde
Gievgesjávrásj ingår i det delavrinningsområde (749073-154321) som SMHI kallar för Utloppet av Vásstenjávrre. Medelhöjden är 670 meter över havet och ytan är 238,31 kvadratkilometer. Räknas de 93 avrinningsområdena uppströms in blir den ackumulerade arean 1 910,9 kvadratkilometer. Vuojatädno som avvattnar avrinningsområdet har biflödesordning 2, vilket innebär att vattnet flödar genom totalt 2 vattendrag (Stora Luleälv, Luleälven) innan det når havet. Avrinningsområdet består mestadels av kalfjäll (62 procent). Avrinningsområdet har 90,93 kvadratkilometer vattenytor vilket ger det en sjöprocent på 38,1 procent.

## Galleri

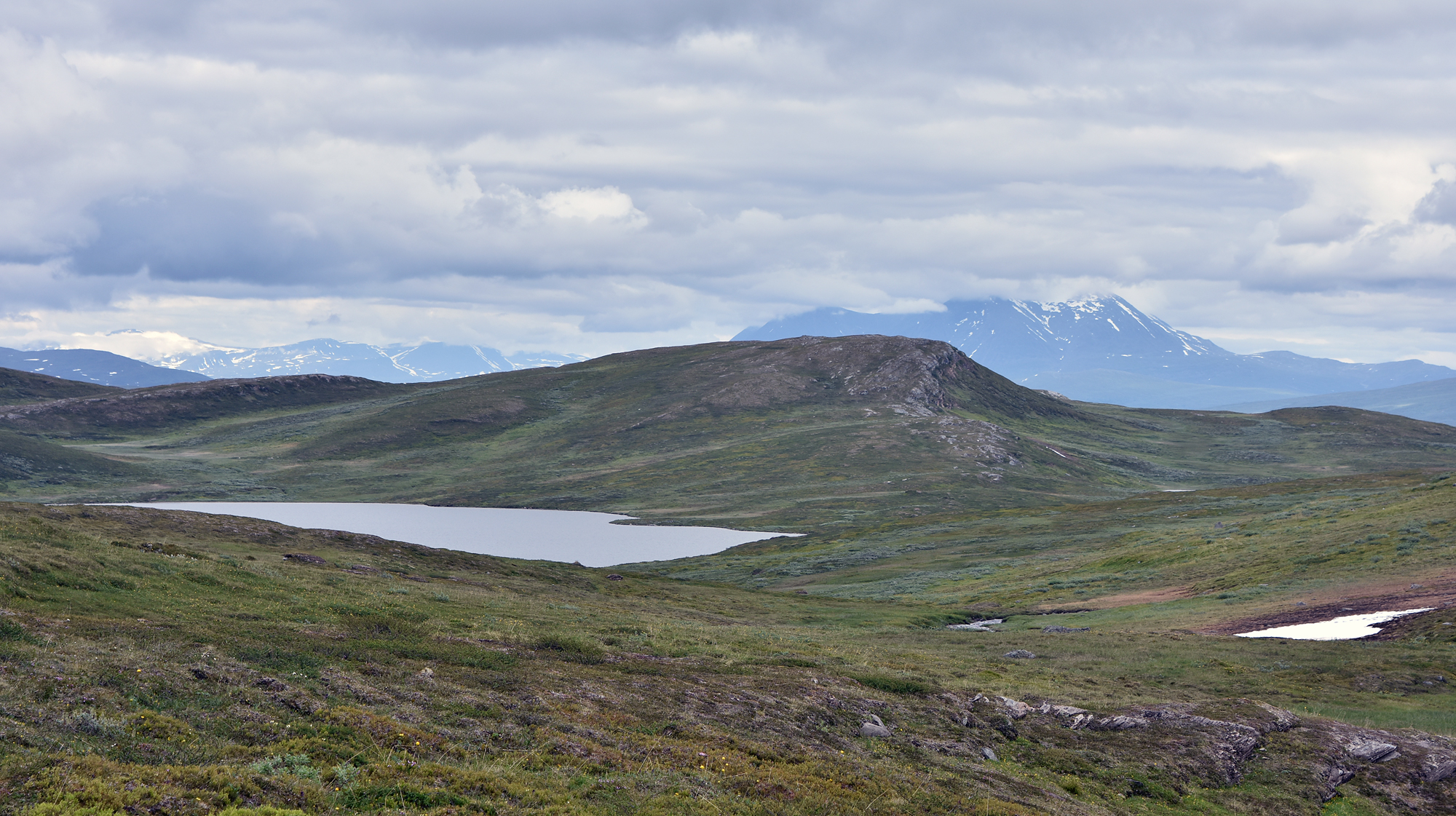
Vy mot Gievgesjávrásj från sjöns västra sida.